# Нісідзін
Нісідзінорі (яп. 西陣織, にしじんおり) — загальна назва для прядених розфарбованих тканин, виготовлених в Кіото.
Нісідзін (яп. східний військовий табір)- назва місцевості в Кіото, яка походить з часів  війни Онін, тому що там розміщувався табір східної армії. Але офіційно району з такою назвою не існує. Більшість торговців цією тканиною живуть в північно-західних районах Кіото, таких як  Каміґьо,  Кіта, особливо в районах оточених проспектомІмадегава дорі з півдня,проспектом Кітаодзі дорі з півночі,вулицею Хорікава зі сходу、вулицею Сенбон дорі з заходу. Хоча техніка виготовлення цих тканин значно просунулась під час війни Онін, але вона була відома задовго до війни, з V ст.
Тканини нісідзін та нісідзінорі зареєстровані під  торговою маркою ткацького індустріального об'єднання "нісідзін".

## Коротка історія
Після закінчення війни Онін, ткачі, врятовані втечею, змогли повернутися на місця, як східного військового табору (хігасідзін), так і західного (нісідзін). Вони відновили своє ремесло запозичивши багато нових елементів з зрізних регіонів, в тому числі з Китаю  династії Мін.
Група ремісників, які були родичами клану хата і виготовляли тканину твіл, були названі "Отонері дза". Після виграшу конкурентної боротьби проти ремісників села Хакуун в Хіґасідзіні, які виготовляли шовкову тканину нерінукі, на десятий рік ери Ейсьо (1513 р.), обов'язковим наказом їм було надано право монополії на шовковий текстиль в Кіото. На сімнадцятому році ери Тембун (1548 рік) 31 ремісник Отонері Дза пішли на службу до  сім'ї Асікаґа і встановили бренд нісідзін.
Текстиль нісідзін здобув особливої популярності серед багатих містян. Його золотий вік припадає на періоди від генроку до кьохо. У цей час виокремились дві основні техніки нісідзін: мон орі та цудзуре орі.
На п'ятий рік Період Мейдзі періоду мейдзі (1872 рік) に職人の井上伊兵衛と佐倉常七を派遣してジャカード織機を導入、3年後には荒木小平が国産のジャカードを誕生させた。その結果、空引機（高機）では出来なかった幾多の織物を産み出し量産を可能にした。現在も西陣は日本の織物の最高峰を占めている。
現在、「綴」「経錦」「緯錦」「緞子」「朱珍」「紹巴」「風通」「捩り織」「本しぼ織」「ビロード」「絣織」「紬」の12品目の織り技法が伝統工芸品の指定を受けている。

## 手順・紋織
1. 織ることに決まった図案を方眼紙に写し取り配色を決めて「紋意匠図」を作る。
2. 使用する糸を選び終わったら紋意匠図をコンピューターに入力。かつては人間が厚紙に糸の位置を指定する穴を開けていた。
3. 必要な糸をそろえたら「整経」といって縦糸を織機にかけるために整え、横糸を通す杼が通るための「綜絖」（そうこう）の準備をする。
4. 「製織」織機で織物を織る。

爪掻本綴織は、普通の織り方と違って横糸を一気に通さず、縦糸数本ごとに掬い上げていくので糸を締めこむための器具を使わず職人が爪で糸を締めこんでいかなければならない。
この作業のため爪掻本綴織の職人は手を丁寧に手入れしては利き手の爪を伸ばし、それぞれヤスリで独自の刻み目をつけている。手間はかかるが非常に繊細な模様を織ることができるのが特徴で、豊臣秀吉「鳥獣文様陣羽織」の綴織での複製などのプロジェクトが現在進行中である。

## 西陣織いろいろ
- 着物の装いの早覚え法として「（正装は）染めの着物に織の帯、（趣味着は）織の着物に染めの帯」という言葉がある。染めの着物とは同じく京都の特産品である友禅のことで、織の帯とは最も品格が高いとされる西陣の錦をさす。続く織の着物とは紬などの格の低い趣味的な織物のこと、染めの帯は友禅などの染め模様の帯をさす。
- 14代将軍徳川家茂は京都行きが決まると妻和宮に故郷の土産は何がよいかと訊ねたところ、和宮は西陣織をねだった。しかし家茂は大坂城で亡くなり、和宮には西陣織が届き悲しみつつ歌を詠んだ。

```
「空蝉の 唐織ごろも なにかせむ 綾も錦も 君ありてこそ」
```

- 警察の機動隊出動服に縫いつけられている旭日章ワッペンは、西陣織で出来ている。
- 地元京都市をコースとする全国都道府県対抗女子駅伝では、各都道府県のたすきとゴールテープが2004年の第22回から西陣織製となった。レース後、たすきは“参加賞”として各都道府県に、ゴールテープは“副賞”として優勝チームに、それぞれ贈られる。ただしゴールテープは、その22回の兵庫県と2010年第28回の岡山県以外、全部地元京都府が“回収”する結果となった。（これに触れた主催京都新聞の記事）

## 参考資料
- 「日本のきもの」龍村謙著（中公新書）
- 「染め織りめぐり」木村孝監修（JTBキャンブックス）